# Języki celtyckie kontynentalne

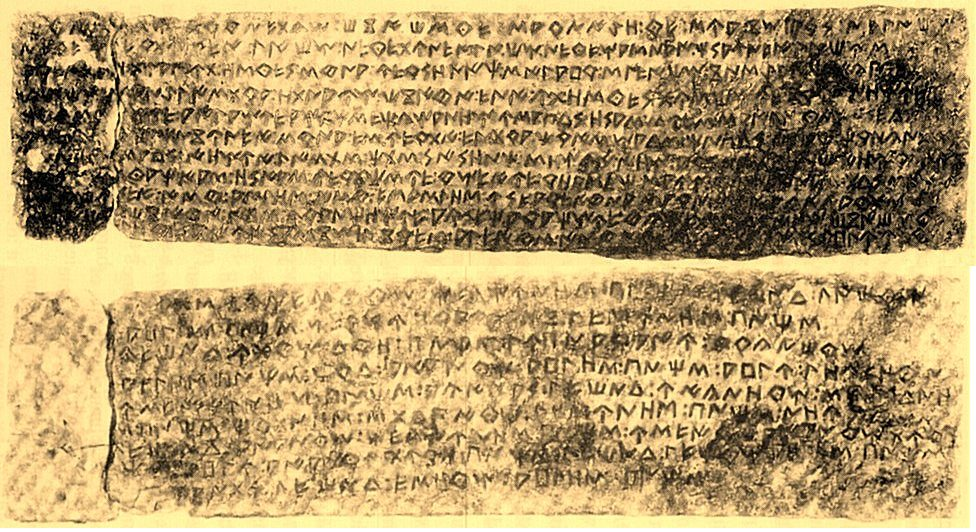
Tabliczka z Botorrita – zabytek języka celtyberyjskiego.

Języki celtyckie kontynentalne – najprawdopodobniej parafiletyczna podgrupa językowa w ramach języków celtyckich, zawierająca wymarłe, stosunkowo słabo poświadczone dialekty używane w starożytności i wczesnym średniowieczu na terenie Europy kontynentalnej i Azji Mniejszej. Parafiletyczność podgrupy wynika z tego, że w przeciwieństwie do języków wyspiarskich, jej potencjalni członkowie zdają się nie wykazywać znaczących wspólnych cech. Określenie „kontynentalne” wiąże się zatem z ich dystrybucją geograficzną, z zastrzeżeniem, że język bretoński, mimo że od około 1500 lat używany jest w zachodniej części dzisiejszej Francji, ze względów historycznych i językoznawczych traktowany jest jako język wyspiarski.
Poświadczone kontynentalne języki celtyckie to celtyberyjski, galatyjski, galijski i lepontyjski. Wzajemne relacje między tymi językami nie zostały ustalone, chociaż w nauce panuje względny konsens co do tego, że lepontyjski to wczesny dialekt języka galijskiego.